# Ӗ
Ӗ (minúscula: ӗ; cursiva: Ӗ ӗ) es una letra del alfabeto cirílico. En Unicode, esta letra se denomina "Ie with breve".
Se la utiliza en el idioma chuvasio para representar la vocal semicerrada central no redondeada //ɘ//.

## Códigos de computación
| Caracter                    | Ӗ                                     |         | ӗ                                   |         |
| --------------------------- | ------------------------------------- | ------- | ----------------------------------- | ------- |
| Nombre unicode              | CYRILLIC CAPITAL LETTER IE WITH BREVE |         | CYRILLIC SMALL LETTER IE WITH BREVE |         |
| Codificaciones              | Decimal                               | hex     | dec                                 | hex     |
| Unicode                     | 1238                                  | U+04D6  | 1239                                | U+04D7  |
| UTF-8                       | 211 150                               | D3 96   | 211 151                             | D3 97   |
| Numeric character reference | &#1238;                               | &#x4D6; | &#1239;                             | &#x4D7; |